# ستيفن هيستر
ستيفن هيستر (بالإنجليزية: Stephen Hester)‏ هو شخصية أعمال بريطاني، ولد في 14 ديسمبر 1960 في يوركشاير في المملكة المتحدة.